# Lance Armstrong
Lance Edward Armstrong, nato Lance Edward Gunderson (Plano, 18 settembre 1971), è un ex ciclista su strada, mountain biker ed ex triatleta statunitense.
Professionista dal 1992 al 2011, aveva conquistato per sette volte consecutive il Tour de France dal 1999 al 2005. Le vittorie al Tour — come tutti i suoi risultati ottenuti dal 1º agosto 1998 fino alla fine della carriera, tra cui anche la medaglia di bronzo nella prova a cronometro ai Giochi olimpici di Sydney 2000 — sono state revocate dall'Unione Ciclistica Internazionale e dal Comitato Olimpico Internazionale tra la fine del 2012 e l'inizio del 2013 in seguito a un'inchiesta condotta dall'United States Anti-Doping Agency (USADA), che ha accertato il sistematico utilizzo di pratiche dopanti da parte di Armstrong e della sua squadra, l'US Postal/Discovery Channel, in tale periodo.
Rimangono nel suo palmarès la maglia iridata di campione del mondo nella prova in linea ai Mondiali di Oslo del 1993, anno in cui conquistò anche il titolo nazionale nella stessa prova, oltreché le vittorie nella Classica di San Sebastián del 1995 e alla Freccia Vallone del 1996. Anche la liceità di tali successi, tuttavia, è stata messa in dubbio dallo stesso Armstrong sempre per ragioni di doping.

## Biografia

### Carriera

#### Gli esordi

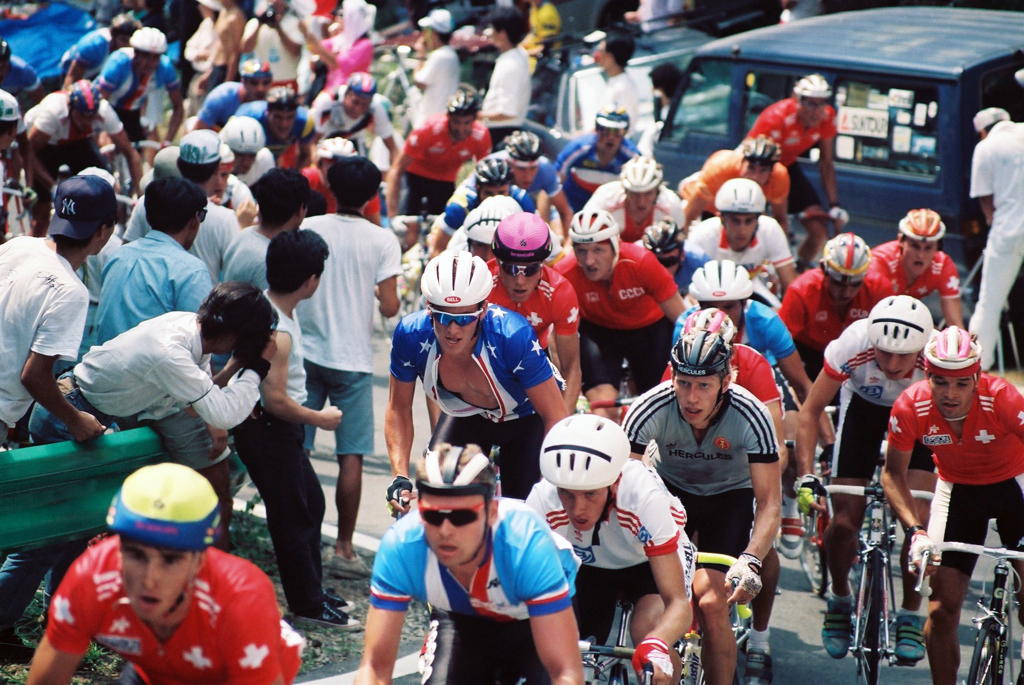
Armstrong (al centro) impegnato nella prova in linea Dilettanti ai Mondiali di Utsunomiya 1990

Il padre biologico, Edward Gunderson, divorziò dalla madre quando il figlio aveva due anni di età. Un anno più tardi Lance fu adottato dal secondo marito della madre, Terry Armstrong, del quale assunse il cognome.
Armstrong iniziò la sua carriera sportiva come nuotatore, sfiorando la convocazione nella nazionale statunitense. Tra il 1987 e il 1990 si dedicò al triathlon, vincendo il titolo nazionale nel biennio 1989-1990. Iniziò a mostrare la sua forza ciclistica quando nel 1991 vinse il titolo amatoriale statunitense e, a sorpresa, la classifica finale della Settimana Ciclistica Bergamasca, gara open (aperta cioè a dilettanti e professionisti) alla quale aveva preso parte con la selezione nazionale USA.

#### La prima fase della carriera
Esordì da professionista nel 1992, chiudendo quattordicesimo nella corsa in linea dei Giochi della XXV Olimpiade di Barcellona e ottenendo nello stesso anno la sua prima vittoria, una tappa alla Vuelta a Galicia. In questa prima fase della carriera Armstrong si dimostrò un corridore particolarmente adatto alle corse di un giorno e alle brevi corse a tappe, prediligendo profili altimetrici impegnativi.
Il 1993 fu l'anno della svolta: divenne prima campione nazionale a Filadelfia, poi vinse il Trofeo Laigueglia. L'11 luglio vinse inoltre l'ottava tappa del Tour de France, da Châlons-sur-Marne a Verdun, diventando il più giovane vincitore di tappa nella competizione nel dopoguerra; tuttavia non concluse la corsa, ritirandosi dopo l'undicesima tappa. A sorpresa, in autunno si laureò infine campione del mondo, vincendo a Oslo, sotto una pioggia battente, una gara condizionata da molte cadute. Tale anno fu tuttavia anche quello in cui — come ammesso a posteriori dallo stesso Armstrong — iniziò «volontariamente» ad assumere sostanze dopanti per incrementare le sue prestazioni.
Il 1994 fu avaro di soddisfazioni, mentre l'anno dopo arrivarono dieci vittorie, tra cui una tappa della Parigi-Nizza, la Classica di San Sebastian e una vittoria al Tour, seppure funestata da un lutto: infatti nell'edizione 1995 della corsa francese, un suo compagno di squadra, Fabio Casartelli, morì durante la quindicesima tappa, dopo aver battuto violentemente la testa a seguito di una caduta in discesa. Tre giorni dopo, Armstrong vinse la tappa alzando un dito al cielo e dedicando la vittoria allo sfortunato compagno. Nel 1996 Armstrong conquistò la sua prima classica di spessore, la Freccia Vallone: in quegli anni il texano aveva dimostrato di amare le classiche ardennesi, ottenendo due secondi posti alla Liegi-Bastogne-Liegi.

#### Il cancro e il ritorno

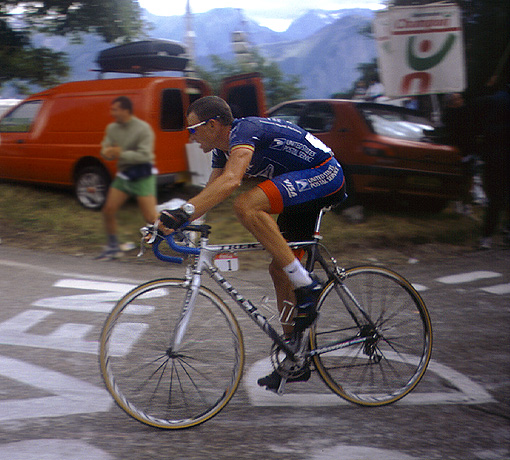
Armstrong transita sull'Alpe d'Huez durante il Tour de France 2001

La carriera di Armstrong venne funestata nell'ottobre 1996 da un cancro ai testicoli (carcinoma embrionale) in fase avanzata al terzo stadio, con metastasi ad addome, polmoni e cervello, sconfitto nel 1998; a seguito di ciò è diventato un simbolo della lotta a questa malattia, che sostiene con numerose iniziative, tra le quali la Lance Armstrong Foundation molto nota anche perché finanziata da una sua stessa idea, il braccialetto Livestrong. Tornò alle gare nel 1998 vincendo il Giro del Lussemburgo e arrivando quarto nella classifica finale della Vuelta a España. Proprio questo risultato convinse Armstrong e il suo direttore sportivo Johan Bruyneel della fattibilità di un obiettivo ambizioso: vincere il Tour de France.
Deteneva il record di vittorie in classifica generale al Tour de France, con sette Tour vinti consecutivamente dal 1999 al 2005 (con il team statunitense US Postal Service, che nel 2005 ha cambiato nome in Discovery Channel). Se si esclude il 2003, in cui sconfisse Jan Ullrich per solo un minuto, Armstrong ha sempre battuto i suoi principali contendenti, come Joseba Beloki e lo stesso Ullrich, con notevole distacco; in totale ha indossato 83 volte la maglia gialla.

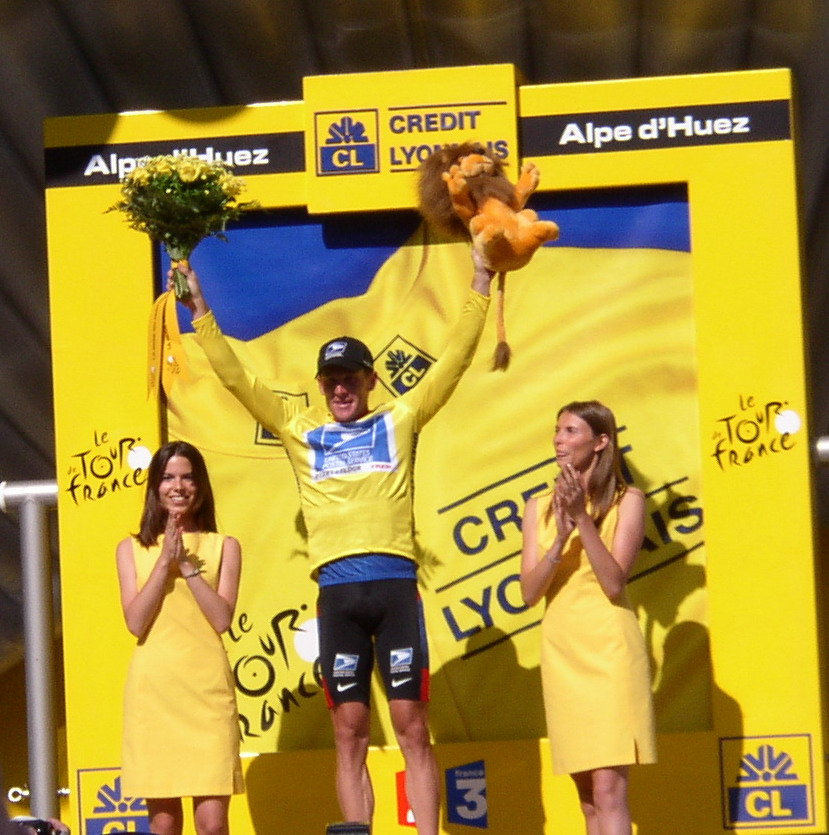
Armstrong in maglia gialla all'arrivo dell'ottava tappa del Tour de France 2003

Nella corsa francese ha vinto spesso le frazioni a cronometro (12 vittorie su 19 gare individuali, compresi i prologhi, tra il 1999 e il 2005).

#### Secondo ritorno e ritiro
Ritiratosi una prima volta nel 2005, nel settembre del 2008 annunciò il ritorno alle corse ciclistiche a partire dal Tour Down Under 2009: si accordò con l'Astana, rendendosi disponibile a correre gratis (mantenendo però i diritti di sfruttamento della propria immagine), con l'obiettivo di vincere l'ottavo Tour de France. Il 13 ottobre 2008, fu ufficializzata anche la partecipazione di Armstrong al Giro d'Italia 2009; all'evento italiano lo statunitense non aveva mai partecipato. Pochi giorni dopo annunciò anche la partecipazione alla Milano-Sanremo. Il 23 marzo cadde durante la prima tappa della Vuelta a Castilla y León nella quale si fratturò la clavicola. Partecipò comunque al Giro che concluse al nono posto nella classifica generale.
Partecipò poi al Tour de France 2009, il vero obiettivo, con l'Astana diretta da Bruyneel, comprendente corridori come Levi Leipheimer, Andreas Klöden, Yaroslav Popovych e Alberto Contador. Il deludente Tour di corridori come Cadel Evans, Denis Menchov e il vincitore uscente Carlos Sastre, fece restringere il campo dei pretendenti proprio agli atleti di punta dell'Astana, oltre che ai fratelli lussemburghesi della Saxo, Fränk Schleck e Andy Schleck. Nonostante i 38 anni e i tre di assenza dalla Grande Boucle, nella prima settimana Armstrong sfiorò la maglia gialla, per soli 40 centesimi rimasta a Fabian Cancellara; nella seconda settimana perse terreno dal compagno di squadra Contador nelle salite di Andorra e di Verbier; nella terza e ultima settimana recuperò un iniziale svantaggio accusato sulle salite del Piccolo San Bernardo e del Mont Ventoux, mentre nella tappa a cronometro limitò i danni, riuscendo così ad arrivare sul podio degli Champs-Élysées come terzo in classifica generale dietro Alberto Contador (primo classificato) e Andy Schleck. Il 9 agosto 2009, a Snowmass, si laureò campione della categoria Cross Country del Colorado.

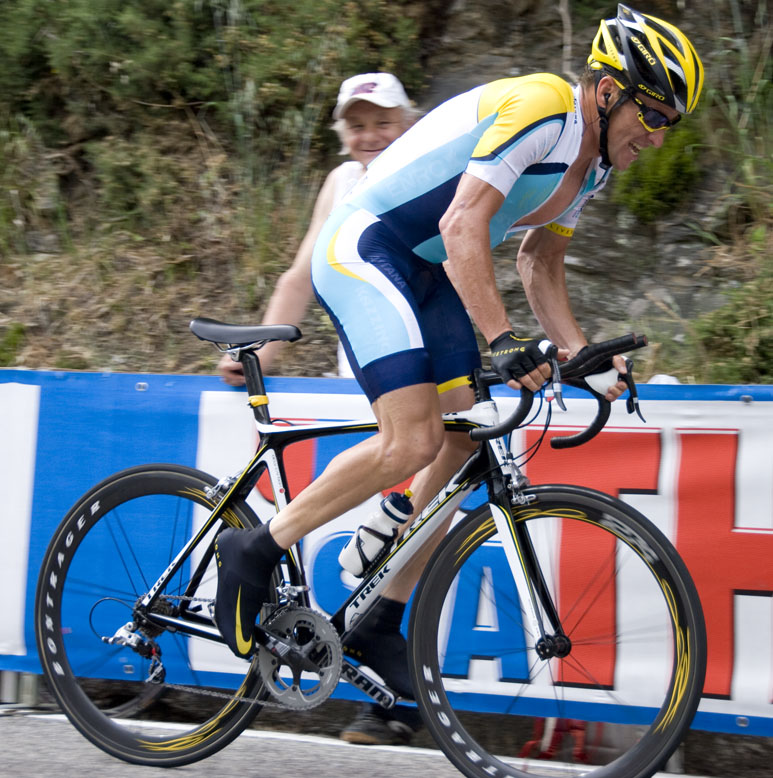
Armstrong al Giro d'Italia 2009, impegnato nella cronometro delle Cinque Terre.

Nel 2010, in preparazione del Tour de France, corse il Tour de Suisse chiudendo al secondo posto nella classifica generale. Iniziò il Tour de France con ambizioni di classifica, dopo il terzo posto ottenuto l'anno precedente. Nell'ottava tappa, però, crollò e uscì di classifica. Provò così a vincere almeno una tappa: nella sedicesima andò in fuga con un gruppo di corridori, ma non riuscì a imporsi allo sprint. Concluse il Tour al ventitreesimo posto. Il 23 gennaio 2011 si ritirò dalle gare internazionali, per dedicarsi solo alle corse di casa negli Stati Uniti.

#### Le polemiche con Pantani e Contador
Nel Tour de France del 2000 i tifosi riassistettero al duello tra Lance Armstrong e Marco Pantani che, dopo un anno di inattività, tornava sulle strade francesi. Nell'undicesima tappa, quella con la salita del Mont Ventoux, Pantani rimase inizialmente nelle retrovie ma successivamente agguantò e staccò Armstrong, che tuttavia riuscì a tornare a ruota dello scalatore romagnolo. Al traguardo i due arrivarono appaiati e in volata fu l'italiano a prevalere. Pantani poi decise di attaccarlo nella tappa di Courchevel: lo staccò (tra i pochi a riuscirci dal 1999 al 2005), andò a riprendere uno a uno tutti i fuggitivi di giornata e vinse con 51 secondi di vantaggio su Armstrong.

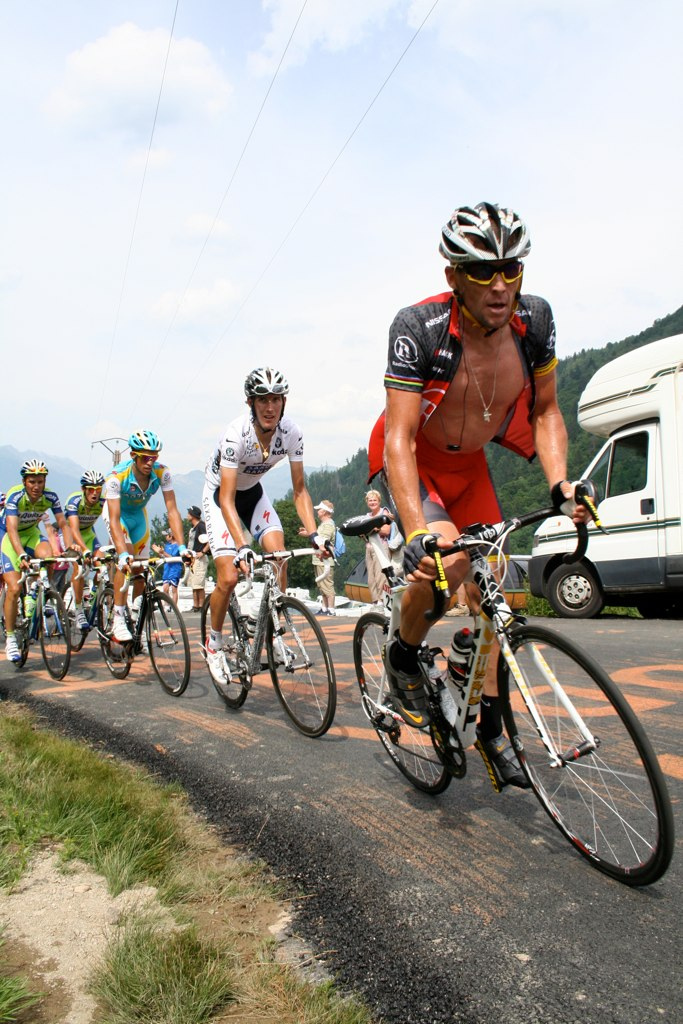
Armstrong al Tour de France 2010 mentre precede Andy Schleck e Alberto Contador, quest'ultimo suo principale rivale nella seconda parte di carriera.

Al termine della Grande Boucle del 2009 deflagrò mediaticamente la rivalità tra Alberto Contador e Lance Armstrong. Alla comunicazione ufficiale da parte del direttore sportivo della Astana, Johan Bruyneel, della creazione di una nuova squadra ciclistica texana comprendente Armstrong, fecero seguito le esplicite dichiarazioni di non stima da parte di Contador (che aveva un contratto con l'Astana fino al 2010) verso Armstrong. Di contro, sul social network Twitter, l'americano definì Contador un pistolero (riferendosi all'abituale gesto di esultanza del madrileno) che non lo avrebbe rispettato.

#### Lo scandalo doping e la squalifica
Numerose sono state le pubblicazioni-inchieste che denunciavano il suo possibile coinvolgimento nelle pratiche di doping. Tra le maggiori: nel 2004 L.A. Confidential, i segreti di Lance Armstrong di David Walsh, giornalista del Sunday Times e Pierre Ballester, ex giornalista de L'Équipe, e l'articolo del già citato giornale francese su una presunta positività dello statunitense all'EPO che, secondo L'Équipe, era presente nelle urine prelevate allo statunitense durante il Tour del 1999. A seguito di quest'inchiesta, l'Agenzia antidoping francese Afld propose ad Armstrong di rianalizzare alcuni campioni di urina prelevati dall'atleta nel 1999 e conservati nel laboratorio di Châtenay-Malabry, ma Armstrong si rifiutò di dare il proprio consenso.
Altri elementi a suo carico sono state le confessioni di due suoi ex compagni di squadra, la allora US Postal, successivamente al centro di un'inchiesta, e la collaborazione del ciclista con il medico Michele Ferrari, accusato di frode sportiva e doping, a sua volta inibito a vita dall'esercizio della professione sportiva per violazione del regolamento antidoping nell'ambito delle indagini sulla squadra ciclistica, la US Postal. Durante il Tour del 2004, Armstrong mostrò un comportamento definito esplicitamente «mafioso» dai commentatori sportivi (e ammesso come tale dallo stesso Armstrong anni dopo), impedendo al ciclista italiano Filippo Simeoni di competere per una vittoria di tappa, bloccando con la sua squadra ogni sua fuga dal gruppo; all'epoca Simeoni era uno degli accusatori del dottor Ferrari. Destò poi alcune polemiche la notizia del 2010, rivelata dal presidente dell'UCI Pat McQuaid, di una donazione di 100 000 euro che Armstrong aveva versato alla stessa UCI nel 2000. Nel 2011 fu accusato anche da Victor Conte, fondatore della Bay Area Laboratory Co-operative (BALCO), azienda colpevole di aver fornito a molti atleti di diverse discipline steroidi anabolizzanti, di non essere onesto nel dichiararsi innocente.

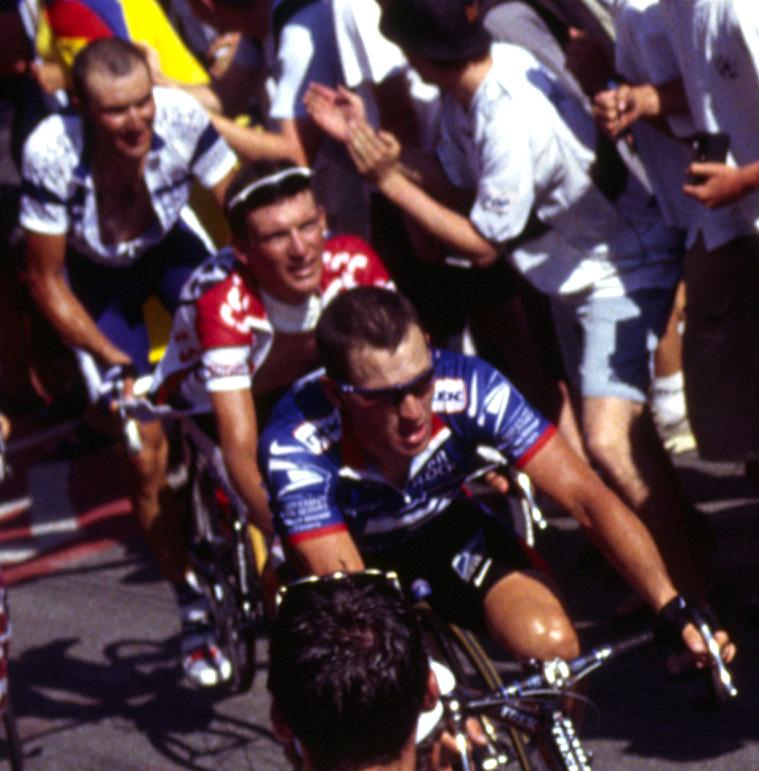
Armstrong e, in secondo piano, il connazionale ed ex compagno di squadra Tyler Hamilton, poi suo grande accusatore in fatto di doping, durante il Giro di Francia 2003

Il 24 agosto 2012 l'USADA (United States Anti-Doping Agency) ufficializzò la decisione di squalificare a vita Lance Armstrong cui tolse tutti i risultati sportivi ottenuti dal 1998 in poi, compresi i sette Tour de France. L'agenzia antidoping sostenne di avere prove schiaccianti e accusò il corridore di aver fatto sistematico uso di sostanze dopanti (eritropoietina, testosterone e corticosteroidi) durante la sua carriera; Armstrong rinunciò a difendersi dalle accuse in sede ufficiale. All'agenzia antidoping statunitense si sono uniformate dapprima l'Unione Ciclistica Internazionale, che il 22 ottobre 2012 gli ha annullato tutti i successi conseguiti dal 1º agosto 1998, e in seguito anche il CIO, che il 17 gennaio 2013 gli ha revocato il bronzo olimpico a cronometro conquistato nel 2000 a Sydney.
Nel frattempo, il 5 settembre era uscito negli Stati Uniti il libro biografico dell'ex compagno di squadra Tyler Hamilton, dal titolo The Secret Race: in esso, con l'aiuto del giornalista Daniel Coyle, si descrivono dettagliatamente le pratiche dopanti adottate nella US Postal ai tempi delle vittorie di Armstrong. Il 17 gennaio 2013, durante un'intervista con Oprah Winfrey, il texano ammise per la prima volta di aver fatto uso di sostanze dopanti sia durante il periodo in cui vinse i suoi sette Tour de France, sia durante il periodo precedente al cancro; ancora nel 2020, all'interno del documentario Lance di ESPN, Armstrong rimarcò come pure le sue vittorie precedenti il 1998 furono ottenute sotto l'effetto del doping, in particolare l'ormone della crescita, a cui imputò inoltre la contemporanea insorgenza del suo cancro.

### Vita privata
Nel 1998 ha sposato Kristin Richard dalla quale ha avuto tre figli: Luke David (1999) e le gemelle Isabelle Rose e Grace Elizabeth (2001). Nel 2003 la coppia si separa. Nel 2005 ha annunciato la sua relazione con la cantante Sheryl Crow, che si è poi conclusa l'anno seguente. Dal 2008 è legato ad Anna Hansen dalla quale ha avuto due figli, Max (2009) e Olivia Marie (2010).

## Palmarès

### Strada
- 1991 (Subaru-Montgomery, dilettanti)

Classifica generale Settimana Ciclistica Bergamasca
- 1992 (Motorola, quattro vittorie)

6ª tappa Settimana Ciclistica Bergamasca
4ª tappa Vuelta a Galicia
2ª tappa Fitchburg Longsjo Classic
Classifica generale Fitchburg Longsjo Classic
- 1993 (Motorola, dieci vittorie)

Trofeo Laigueglia
5ª tappa Tour DuPont
Prologo Kmart West Virginia Classic
1ª tappa Kmart West Virginia Classic
Classifica generale Kmart West Virginia Classic
Philadelphia International Championship
Campionato nazionale statunitense, Prova in Linea
3ª tappa Postgirot Open
8ª tappa Tour de France (Châlons-sur-Marne > Verdun)
Campionato del mondo, Prova in Linea
- 1994 (Motorola, due vittorie)

5ª tappa Kmart West Virginia Classic
6ª tappa Tour DuPont
- 1995 (Motorola, dieci vittorie)

5ª tappa Paris-Nice (Murat > Saint-Étienne)
4ª tappa Kmart West Virginia Classic
tappa Kmart West Virginia Classic
Classifica generale Kmart West Virginia Classic
4ª tappa Tour DuPont
5ª tappa Tour DuPont
9ª tappa Tour DuPont (Asheville > Beech Mountain)
Classifica generale Tour DuPont
18ª tappa Tour de France
Classica di San Sebastián
- 1996 (Motorola, sette vittorie)

Freccia Vallone
2ª tappa Tour DuPont
3ª tappa, 2ª semitappa Tour DuPont
5ª tappa Tour DuPont
6ª tappa Tour DuPont
12ª tappa Tour DuPont
Classifica generale Tour DuPont
- 1998 (U.S. Postal Service, quattro vittorie)

1ª tappa Tour de Luxembourg
Classifica generale Tour de Luxembourg
Classifica generale Rheinland-Pfalz-Rundfahrt
Classifica generale Cascade Cycling Classic
- 1999 (U.S. Postal Service, otto vittorie)

4ª tappa Circuit de la Sarthe
Prologo Critérium du Dauphiné Libéré
4ª tappa Route du Sud
Prologo Tour de France
8ª tappa Tour de France
9ª tappa Tour de France
19ª tappa Tour de France
Classifica generale Tour de France
- 2000 (U.S. Postal Service, quattro vittorie)

3ª tappa Critérium du Dauphiné Libéré
18ª tappa Tour de France
Classifica generale Tour de France
Grand Prix des Nations
- 2001 (U.S. Postal Service, otto vittorie)

tappa Tour de Suisse
tappa Tour de Suisse
Classifica generale Tour de Suisse
10ª tappa Tour de France
11ª tappa Tour de France
13ª tappa Tour de France
18ª tappa Tour de France
Classifica generale Tour de France
- 2002 (U.S. Postal Service, otto vittorie)

Classifica generale Grand Prix du Midi Libre
6ª tappa Critérium du Dauphiné Libéré
Classifica generale Critérium du Dauphiné Libéré
Prologo Tour de France
11ª tappa Tour de France
12ª tappa Tour de France
19ª tappa Tour de France
Classifica generale Tour de France
- 2003 (U.S. Postal Service, quattro vittorie)

3ª tappa Critérium du Dauphiné Libéré
Classifica generale Critérium du Dauphiné Libéré
15ª tappa Tour de France
Classifica generale Tour de France
- 2004 (U.S. Postal Service, undici vittorie)

4ª tappa Volta ao Algarve
3ª tappa Tour of Georgia
4ª tappa Tour of Georgia
Classifica generale Tour of Georgia
5ª tappa Tour du Languedoc-Roussillon
13ª tappa Tour de France
15ª tappa Tour de France
16ª tappa Tour de France
17ª tappa Tour de France
19ª tappa Tour de France
Classifica generale Tour de France
- 2005 (Discovery Channel, due vittorie)

20ª tappa Tour de France
Classifica generale Tour de France

#### Altri successi
- 1991 (Subaru-Montgomery, dilettanti)

Tour de Gastown (Criterium)
- 1992 (Motorola)

Gran Premio di Marostica (Criterium)
First Union Grand Prix (Criterium)
Thrift Drug Classic (Criterium)
Atlanta Grand Prix (Criterium)
- 1993 (Motorola)

Thrift Drug Classic (Criterium)
Classifica generale Tour of America
- 1994 (Motorola)

Thrift Drug Classic (Criterium)
- 1995 (Motorola)

Classifica generale Tour of America
- 1997 (Cofidis)

Sprint 56K (Criterium)
- 1999

Wielerronde van Boxmeer - Daags na de Tour (Criterium)
Profronde Heerlen (Criterium)
Draai Van de Kaai - Roosendaal (Criterium)
- 2000 (U.S. Postal Service)

Grand Prix Eddy Merckx (cronocoppie con Vjačeslav Ekimov)
- 2002 (U.S. Postal Service)

Profronde van Stiphout (Criterium)
City Nacht Rhede (Criterium)
- 2003 (U.S. Postal Service)

Grazer Altstadt-kriterium (Criterium)
- 2004 (U.S. Postal Service)

Profronde van Stiphout (Criterium)
- 2009 (Astana)

Nevada City Classic (Criterium)

### Mountain Bike
- 2009

Colorado Pro Cross-Country Championship
Leadville 100

### Triathlon
- 1989

Campionati statunitensi, Sprint

## Piazzamenti

### Grandi Giri
- Giro d'Italia

2009: 9º revocato
- Tour de France

1993: ritirato
1994: ritirato
1995: 36º
1996: ritirato
1999: vincitore revocato
2000: vincitore revocato
2001: vincitore revocato
2002: vincitore revocato
2003: vincitore revocato
2004: vincitore revocato
2005: vincitore revocato
2009: 3º revocato
2010: 23º revocato
- Vuelta a España

1998: 4º revocato

### Classiche monumento
- Milano-Sanremo

1993: 22º
1994: 99º
1995: 73º
1996: 11º
1999: 117º
2000: 108º
2002: 44º
2009: 125º
- Giro delle Fiandre

1995: 45º
1996: 28º
2002: 59º
2005: 28º
2010: 27º
- Liegi-Bastogne-Liegi

1994: 2º
1995: 6º
1996: 2º
2002: 65º
2003: 20º
- Giro di Lombardia

1994: ritirato
1998: ritirato

### Competizioni mondiali
- Campionati del mondo

Krylatskoe 1989 - In linea Juniores: 5º
Krylatskoe 1989 - Cronosquadre Juniores: 73º
Utsunomiya 1990 - In linea Dilettanti: 11º
Utsunomiya 1990 - Cronosquadre: 7º
Stoccarda 1991 - Cronosquadre: 7º
Benidorm 1992 - In linea: ritirato
Oslo 1993 - In linea: vincitore
Agrigento 1994 - In linea: 7º
Valkenburg 1998 - Cronometro: 4º revocato
Valkenburg 1998 - In linea: 4º revocato
- Coppa del mondo

Coppa del mondo 1993: 20º
Coppa del mondo 1994: 6º
Coppa del mondo 1995: 9º
Coppa del mondo 1996: 7º
- Giochi olimpici

Sydney 2000 - In linea: 13º revocato
Sydney 2000 - Cronometro: 3º revocato

## Riconoscimenti
- Velo d'Or della rivista Vélo Magazine nel 1999, 2000, 2001, 2003 e 2004
- Mendrisio d'Oro del Velo Club Mendrisio nel 1999
- Sportivo mondiale dell'anno della Gazzetta dello Sport nel 1999
- Premio Marie-Christine Ubald-Bocquet dell'Accademia dello Sport nel 1999
- Premio Principe delle Asturie nel 2000
- Laureus World Comeback of the Year nel 2000
- Sportivo maschile dell'anno dell'Associate Press nel 2002, 2003, 2004 e 2005
- Sportivo internazionale della rivista Sport Illustrated nel 2002
- Sportivo internazionale della BBC nel 2003
- Laureus Sportsman of the Year Award nel 2003
- Gran Premio Serge Kampf dell'Accademia dello Sport nel 2004

## Filmografia
Lance Armstrong ha partecipato, interpretando il ruolo di sé stesso, ai seguenti film:
- Palle al balzo - Dodgeball (Dodgeball: A True Underdog Story), regia di Rawson Marshall Thurber (2004)
- Tu, io e Dupree (You, Me and Dupree), regia di Anthony e Joe Russo (2006)

Sulla vita e la carriera di Armstrong sono stati realizzati documentari e film:
- Road to Paris (2001) - documentario
- The Armstrong Lie, regia di Alex Gibney (2013) - documentario
- Stop at Nothing: The Lance Armstrong Story, regia di Alex Holmes (2014) - documentario
- The Program, regia di Stephen Frears (2015) - film